# IC 4845
IC 4845 ist eine Spiralgalaxie vom Hubble-Typ S/P im Sternbild Pfau am Südsternhimmel. Sie ist rund 173 Millionen Lichtjahre von der Milchstraße entfernt und hat einen Durchmesser von etwa 80.000 Lichtjahren.
Im selben Himmelsareal befinden sich u. a. die Galaxien NGC 6769, NGC 6770, NGC 6771, IC 4842.
Das Objekt wurde am 13. August 1901 von DeLisle Stewart entdeckt.

## IC 4845-Gruppe (LGG 427)
| Galaxie   | Alternativname | Entfernung/Mio. Lj |
| --------- | -------------- | ------------------ |
| NGC 6739  | PGC 62799      | 186                |
| NGC 6746  | PGC 62852      | 182                |
| NGC 6769  | PGC 63042      | 161                |
| NGC 6770  | PGC 63048      | 168                |
| NGC 6771  | PGC 63049      | 185                |
| NGC 6782  | PGC 63168      | 172                |
| IC 4827   | PGC 62922      | 193                |
| IC 4828   | PGC 62930      | 168                |
| IC 4831   | PGC 62951      | 190                |
| IC 4838   | PGC 63002      | 191                |
| IC 4842   | PGC 63065      | 177                |
| IC 4845   | PGC 63081      | 173                |
| IC 4866   | PGC 63376      | 184                |
| PGC 62709 | ESO 141-021    | 459 (!)            |